# Campeonato Carioca de Futebol de 2023 - Série A2
O Campeonato Carioca da Série A2 de 2023 foi a 46ª edição da segunda divisão do campeonato estadual de futebol profissional do Rio de Janeiro. A competição foi organizada pela Federação de Futebol do Estado do Rio de Janeiro (FERJ).
O campeão desta edição foi o Sampaio Corrêa-RJ ao derrotar o Olaria na final. Com o título, o clube foi promovido à elite do Campeonato Carioca de 2024.

## Regulamento

### Critérios de desempate
Estes foram os critérios de desempate:
1. Maior número de vitórias durante a fase de grupos
2. Maior saldo de gols durante a fase de grupos
3. Maior número de gols pró durante a fase de grupos
4. Confronto direto (caso o desempate seja entre dos clubes)
5. Menor número de cartões amarelos e vermelhos (cada cartão vermelho equivale a três cartões amarelos)
6. Sorteio público na sede da Ferj

### Taça Santos Dumont (fase principal)
A fase principal será formada apenas pela Taça Santos Dumont. Será disputada em turno único, onde todos enfrentam a todos em grupo único. O primeiro colocado será declarado  campeão da Taça  Santos Dumont, os quatro melhores se classificarão para as semifinais do campeonato e as duas últimas equipes serão rebaixadas à Série B1 de 2023.

### Fase final
Os quatro primeiros colocados da fase principal (Taça Santos Dumont) decidirão, em cruzamento olímpico (1.º colocado x 4.º colocado e 2.º colocado x 3.º colocado), as semifinais do Campeonato em duas partidas com vantagem de empate (em pontos ganhos e saldo de gols) para as equipes melhores classificadas, assim como a escolha do mando de campo (1.ª ou 2.ª partida). Nas partidas finais (entre os vencedores das semifinais) não haverá vantagem para nenhuma equipe, porém a melhor classificada pode escolher o mando de campo (na 1.ª ou 2.ª partida) e haverá disputa por pênaltis em caso de empate (pontos e saldo de gols). 
Somente o campeão terá o acesso a Série A de 2024.

### Promovidos e rebaixados
| Pos. | Rebaixado da Série A 2023 |
| ---- | ------------------------- |
| 12º  | Resende                   |

| Pos. | Promovido da Série B1 2022 |
| ---- | -------------------------- |
| 1º   | Araruama                   |

### Participantes
| Equipe                | Cidade                | Em 2022            | Estádio                 | Capacidade | Títulos            |
| --------------------- | --------------------- | ------------------ | ----------------------- | ---------- | ------------------ |
| America               | Rio de Janeiro        | 7º (Série A2)      | Giulite Coutinho        | 13 544     | 3 (último em 2018) |
| Americano             | Campos dos Goytacazes | 5º (Série A2)      | Ary de Oliveira e Souza | 15 000     | 0 (não possui)     |
| Araruama              | Araruama              | 1º (Série B1)      | Lourival Gomes          | 1 800      | 0 (não possui)     |
| Artsul                | Nova Iguaçu           | 10º (Série A2)     | Nivaldo Pereira         | 2 184      | 0 (não possui)     |
| Cabofriense           | Cabo Frio             | 9º (Série A2)      | Correão                 | 2 611      | 5 (último em 2013) |
| Friburguense          | Nova Friburgo         | 8º (Série A2)      | Eduardo Guinle          | 5500       | 3 (último em 2019) |
| Gonçalense/Petrópolis | Petrópolis            | 4º (Série A2)      | Atilio Marotti          | 900        | 0 (não possui)     |
| Macaé                 | Macaé                 | 6º (Série A2)      | Moacyrzão               | 15 000     | 0 (não possui)     |
| Maricá                | Maricá                | 11º (Série A2)     | Moça Bonita             | 900        | 0 (não possui)     |
| Olaria                | Rio de Janeiro        | 2º (Série A2)      | Rua Bariri              | 11 000     | 0 (não possui)     |
| Resende               | Resende               | 12º (Série A 2023) | Trabalhador             | 4 600      | 1 (último em 2007) |
| Sampaio Corrêa-RJ     | Saquarema             | 3º (Série A2)      | Lourival Gomes          | 1 800      | 0 (não possui)     |

## Taça Santos Dumont
| Pos | Equipe                | PG | Jogos | Jogos | Jogos | Jogos | Gols | Gols | Gols | Desempenho por rodada | Desempenho por rodada | Desempenho por rodada | Desempenho por rodada | Desempenho por rodada | Desempenho por rodada | Desempenho por rodada | Desempenho por rodada | Desempenho por rodada | Desempenho por rodada | Desempenho por rodada |
| Pos | Equipe                | PG | #     | V     | E     | D     | GP   | GS   | SG   | 1ª                    | 2ª                    | 3ª                    | 4ª                    | 5ª                    | 6ª                    | 7ª                    | 8ª                    | 9ª                    | 10ª                   | 11ª                   |
| --- | --------------------- | -- | ----- | ----- | ----- | ----- | ---- | ---- | ---- | --------------------- | --------------------- | --------------------- | --------------------- | --------------------- | --------------------- | --------------------- | --------------------- | --------------------- | --------------------- | --------------------- |
| 1   | Gonçalense/Petrópolis | 21 | 11    | 6     | 3     | 2     | 11   | 8    | +3   | 2                     | 4                     | 5                     | 8                     | 8                     | 7                     | 3                     | 2                     | 5                     | 3                     | 1                     |
| 2   | Sampaio Corrêa-RJ     | 20 | 11    | 6     | 2     | 3     | 13   | 12   | 1    | 10                    | 2                     | 6                     | 4                     | 2                     | 4                     | 2                     | 4                     | 1                     | 4                     | 2                     |
| 3   | Artsul                | 19 | 11    | 5     | 4     | 2     | 15   | 10   | +5   | 6                     | 8                     | 4                     | 2                     | 4                     | 2                     | 5                     | 3                     | 4                     | 5                     | 3                     |
| 4   | Olaria                | 19 | 11    | 5     | 4     | 2     | 14   | 9    | +5   | 4                     | 5                     | 1                     | 1                     | 1                     | 1                     | 1                     | 1                     | 2                     | 1                     | 4                     |
| 5   | Americano             | 19 | 11    | 5     | 4     | 2     | 12   | 7    | +5   | 3                     | 1                     | 3                     | 7                     | 3                     | 5                     | 8                     | 5                     | 3                     | 2                     | 5                     |
| 6   | Cabofriense           | 15 | 11    | 4     | 3     | 4     | 13   | 13   | 0    | 5                     | 9                     | 11                    | 11                    | 9                     | 10                    | 9                     | 9                     | 7                     | 8                     | 6                     |
| 7   | Resende               | 14 | 11    | 4     | 2     | 5     | 13   | 11   | +2   | 11                    | 11                    | 8                     | 9                     | 10                    | 8                     | 7                     | 7                     | 9                     | 7                     | 7                     |
| 8   | America               | 14 | 11    | 4     | 2     | 5     | 11   | 12   | –1   | 1                     | 7                     | 9                     | 6                     | 7                     | 9                     | 10                    | 10                    | 8                     | 6                     | 8                     |
| 9   | Maricá                | 12 | 11    | 3     | 3     | 5     | 10   | 12   | –2   | 8                     | 6                     | 2                     | 3                     | 5                     | 3                     | 4                     | 6                     | 6                     | 9                     | 9                     |
| 10  | Araruama              | 11 | 11    | 2     | 5     | 4     | 9    | 11   | –2   | 8                     | 3                     | 7                     | 5                     | 6                     | 6                     | 6                     | 8                     | 11                    | 10                    | 10                    |
| 11  | Macaé                 | 10 | 11    | 3     | 1     | 7     | 8    | 16   | –8   | 12                    | 12                    | 10                    | 10                    | 11                    | 11                    | 11                    | 11                    | 10                    | 11                    | 11                    |
| 12  | Friburguense          | 7  | 11    | 2     | 1     | 8     | 5    | 13   | –8   | 6                     | 10                    | 12                    | 12                    | 12                    | 12                    | 12                    | 12                    | 12                    | 12                    | 4                     |

     Classificados para a Fase Final
     Mantidos na Série A2 2024
     Rebaixados para a Série B1 2024

### Premiação
| Taça Santos Dumont de 2023                 |
| Border                                     |
| ------------------------------------------ |
| Gonçalense/Petrópolis Campeão (1.º título) |

## Fase Final
Em itálico, as equipes que jogarão pelo empate e/ou a segunda partida em casa por ter melhor campanha e, em negrito, as equipes vencedoras dos confrontos. Na final, não há vantagem de empate para nenhuma equipe.
|  | Semifinais            | Semifinais | Semifinais | Semifinais |   |                   | Final | Final | Final | Final |
|  |                       |            |            |            |   |                   |       |       |       |       |
|  | Sampaio Corrêa-RJ     | 0          | 2          | 2          |   |                   |       |       |       |       |
|  | Artsul                | 1          | 0          | 1          |   |                   |       |       |       |       |
|  | Artsul                | 1          | 0          | 1          |   | Sampaio Corrêa-RJ | 0     | 3     | 3     |       |
|  |                       |            |            |            |   | Sampaio Corrêa-RJ | 0     | 3     | 3     |       |
|  |                       | Olaria     | 0          | 1          | 1 |                   |       |       |       |       |
|  | Gonçalense/Petrópolis | Olaria     | 0          | 1          | 1 | 0                 | 0     | 0     |       |       |
|  | Gonçalense/Petrópolis |            |            |            |   | 0                 | 0     | 0     |       |       |
|  | Olaria                | 1          | 1          | 2          |   |                   |       |       |       |       |

## Premiação
| Campeonato Carioca de 2023 – Série A2  |
| Border                                 |
| -------------------------------------- |
| Sampaio Corrêa-RJ Campeão (1.º título) |